# Trichipteris mirrodonta
Trichipteris mirrodonta là một loài dương xỉ trong họ Cyatheaceae. Loài này được R.M. Tryon mô tả khoa học đầu tiên..
Danh pháp khoa học của loài này chưa được làm sáng tỏ. 